# Mariniano
Publio Licinio Egnacio Mariniano (en latín: Publius Licinius Egnatius Marinianus, muerto en Roma en 268) fue un noble romano del siglo III, sobrino o tercer y menor hijo del emperador Galieno (r. 253-268) y su esposa, la emperatriz Cornelia Salonina. Los autores del PLRE sugieren que era descendiente de Egnacio Victor Mariniano y que estaba relacionado con Mariniana, la esposa de Valeriano (r. 253-260 ).

## Biografía
Su primera mención en las fuentes se produce en 268, cuando Galieno lo nombró posteriormente cónsul con el oficial Paterno. Sin embargo, mantendría este cargo por un corto tiempo, ya que sería una de las víctimas de la purga que siguió al asesinato de Galieno por tropas amotinadas en las cercanías de Mediolano (actual Milán).
No se sabe mucho sobre Mariniano. Según algunas interpretaciones , era el tercer hijo del emperador Galieno, cuyo nombre completo era Publio Licinio Egnacio Galieno y cuya madre se llamaba Mariniana, y de Cornelia Salonina. En el momento de su consulado, que ocurrió en el último año del reinado de su padre, habría tenido tres años.
Según otras fuentes, era un adolescente en el momento de su muerte. Como quiera que sea, Mariniano tenía que ser considerado el presunto heredero del trono, ya que sus dos hermanos mayores (o primos), Valeriano II y Salonino, murieron en 258 y 260, respectivamente.
La Historia Augusta cuenta que tras la muerte del emperador, que tuvo lugar en las afueras de Milán debido a la traición de sus generales que eligieron a Claudio el Gótico como su sucesor, unos conjurados mataron en Roma al hijo y hermano del emperador, Mariniano y Valeriano el Menor.